# پرسیاوش ادگار
پرسیاوش ادگار (نام علمی: Adiantum edgeworthii) نام یک گونه از سرده پرسیاوش است.